# Якиманская набережная
Якима́нская на́бережная — набережная протяжённостью 500 метров на берегу Водоотводного канала. Находится между Крымской и Кадашёвской набережными в районе Якиманка города Москвы.

## История

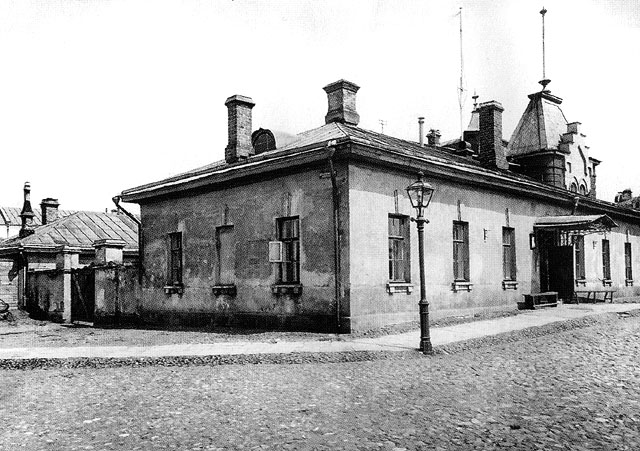
Служебные постройки при Бабьегородской плотине. Фото конца XIX века

Название набережной произошло от улицы Большая Якиманка, которая в свою очередь носит имя придела Иоакима и Анны Благовещенской церкви в Голутвинской слободе. Церковь находилась на пересечении улицы Малая Якиманка и Якиманского проезда, была построена в 1493 году и уничтожена в 1969-м.
С XV века на месте набережной находилась Голутвинская слобода — подворье Голутвина монастыря. Как и другие низменности к западу от Якиманки, территория подвергалась регулярным наводнениям. Для их предотвращения в 1780-е годы был построен Водоотводый канал, а в 1830-е — Бабьегородская плотина.
Несмотря на возможность затопления местности, к концу XIX века Голутвинскую слободу застраивали крупными фабричными зданиями Голутвинской мануфактуры, принадлежавшей Рябушинским, потом Истоминым. В 1908 году в Москве случилось крупное наводнение, во время которого уровень воды в Москве-реке достиг 8,9 метра. В результате были разрушены дома, промышленные здания и уничтожены продукты на складах. На доме № 4 по Якиманской набережной установили табличку, отмечающую двухметровый уровень затопления. В 1938 году был открыт канал имени Москвы, поэтому потопы прекратились.
В 1930-е годы подпорные стенки набережной облицевали серым и розовым гранитом. А в конце XX века фабрики и дома по Якиманской набережной в рамках реконструкции «Голутвинская слобода» были переоборудованы в офисы, кафе и паркинг. В районе набережной была сохранена часть построек XVII—XIX веков, включая дома № 4 стр. 3 и № 2/12. Дом № 10 был выселен и подготовлен к реконструкции в 2004 году, однако работы так и не начали. В 2007 году был продлён пешеходный Патриарший мост через Водоотводный канал к Якиманской набережной и Большой Якиманке.
В 2017 году набережную реконструировали в рамках программы благоустройства «Моя улица». В результате работ была создана система отвода дождевых вод, тротуары замостили гранитной плиткой и бортовым камнем. Воздушные кабельные линии спрятали под землю, также установили скамейки и урны, разбили газоны. Часть набережной от Патриаршего моста до парка Музеон стала полностью пешеходной. На участке набережной от Патриаршего до Малого Каменного моста вдвое уменьшили ширину проезжей части — с 29,5 до 14 метров.  На части Якиманской набережной появились тротуары шириной 10 метров, для пешеходов установили основное и торшерное освещение. Общая площадь благоустройства составила 3,3 гектара.

## Культурные объекты

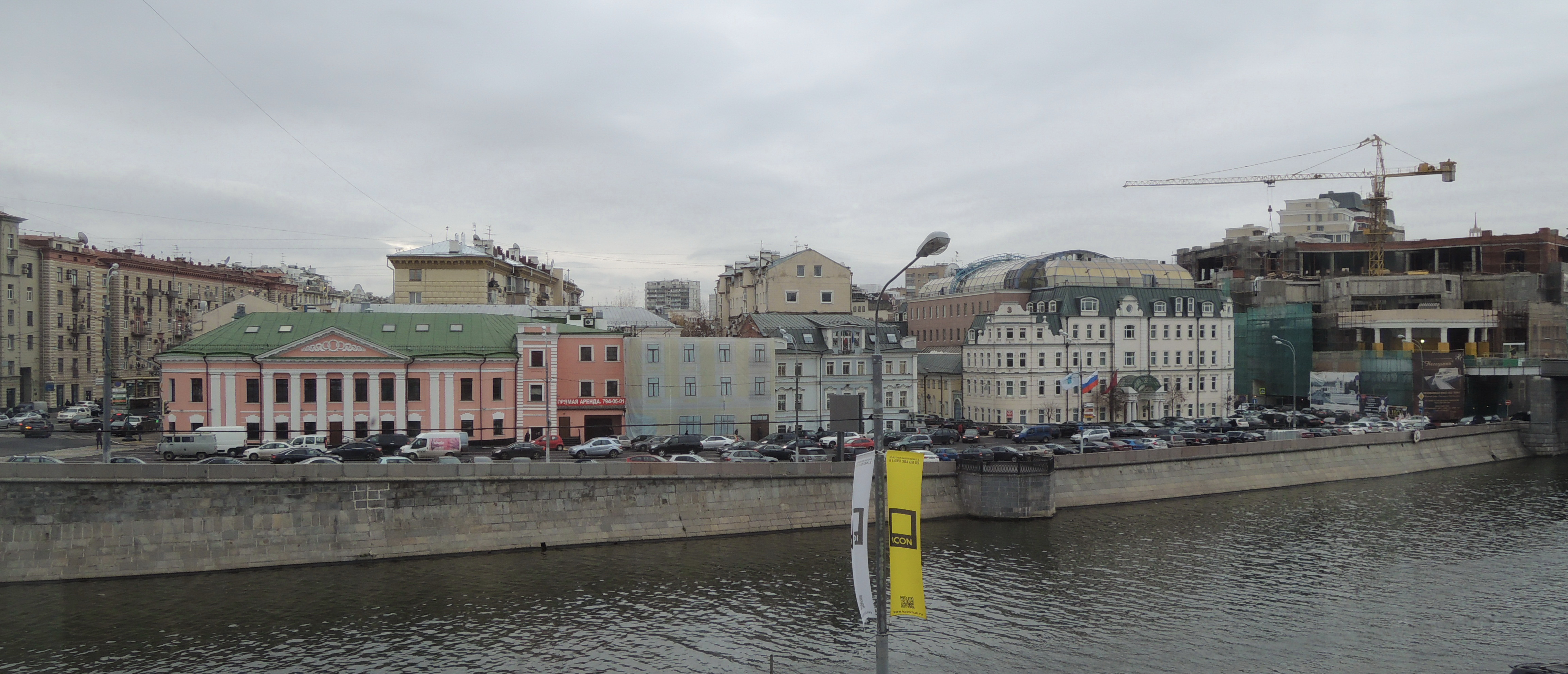
Вид из окна Дома на Набережной в 2012 году (слева направо): Купеческая усадьба 1773 года, консульство Италии, Офисный центр «Александр Хаус», строящийся торгово-офисный центр «Негоциант»

В районе набережной сохранилось главное здание фабрики конца 1899 года, где в настоящее время находится бизнес-центр «Новый Двор». Сохранились усадьба семей Рыловых, Котовых, Лёвиных 1773 года (№ 10/2) и усадьба XIX века. На набережной также находится консульство Италии и Церковь Николая Чудотворца в Голутвине.

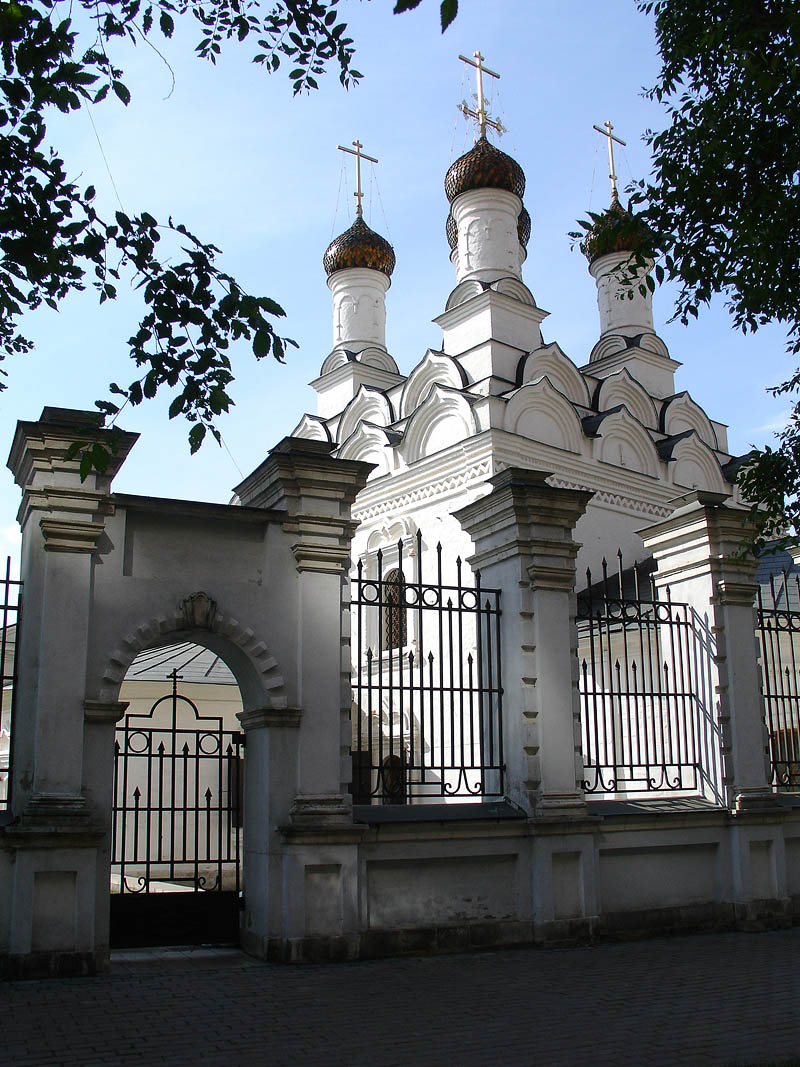
Храм Николы в Голутвине, 2007 год.
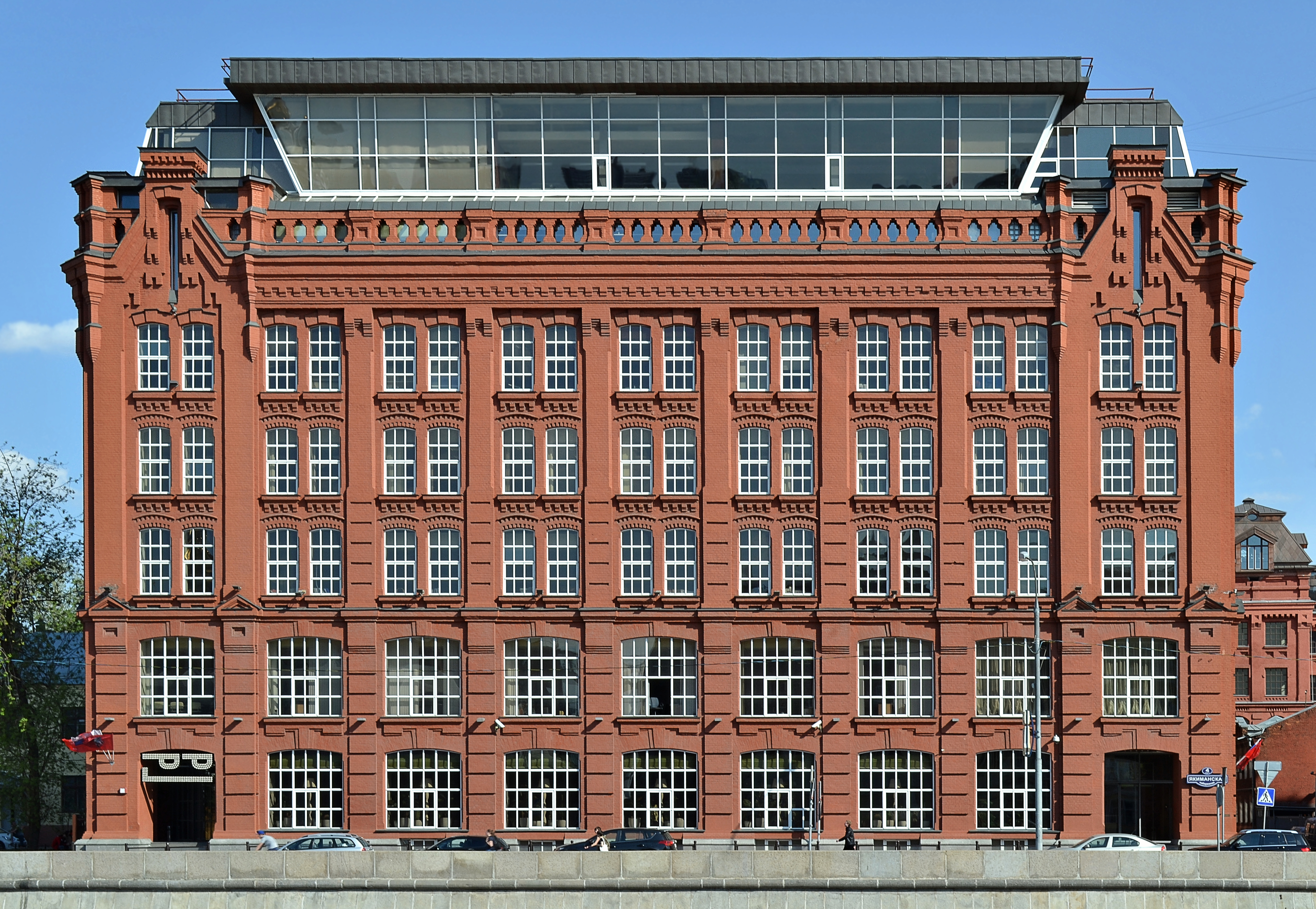
Дом № 4, бывшее здание Голутвинской мануфактуры, 2013 год.
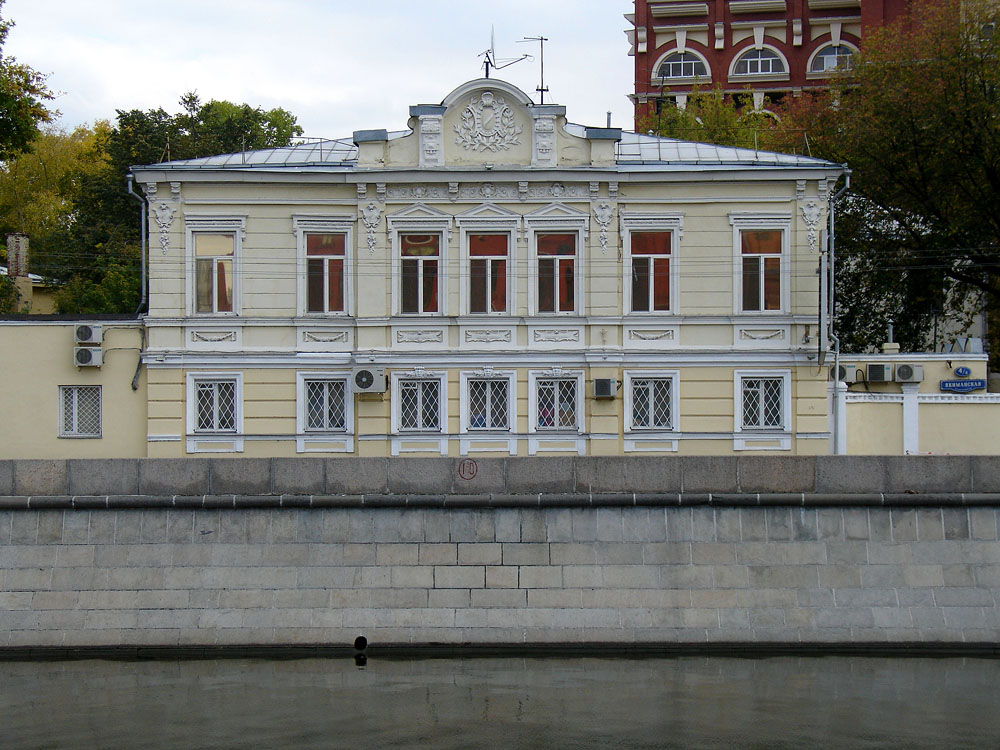
Дом № 4, стр. 3, усадьба XIX века, 2007 год.
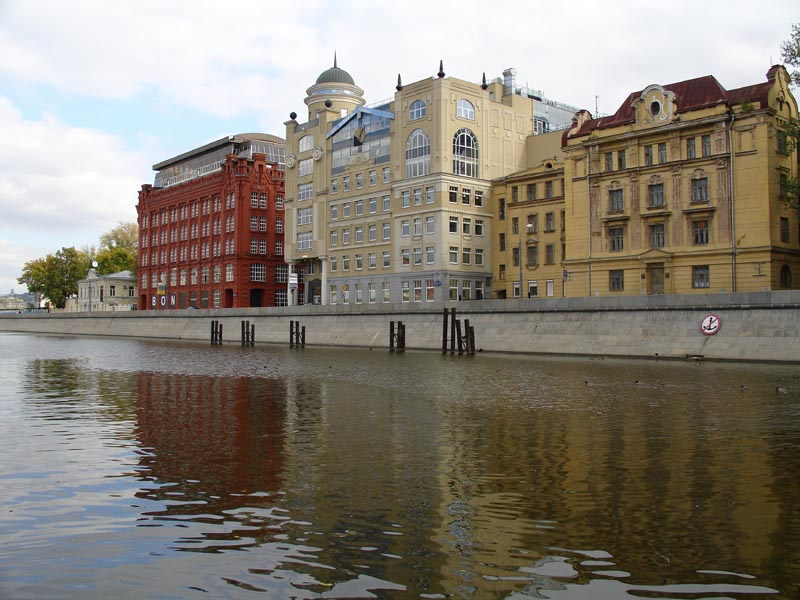
Бывшая Голутвинская мануфактура, 2006. Здание рабочей казармы (на фото справа) утрачено в 2010-е годы